# Colin MacInnes
Colin MacInnes (20 de agosto de 1914 – 22 de abril de 1976) fue un novelista y periodista inglés.

## Primeros años
MacInnes nació en Londres, hijo del cantante James Campbell McInnes y la novelista Angela Mackail, nieta  del artista prerrafaelita Edward Burne-Jones y también familia de Rudyard Kipling y Stanley Baldwin. Los padres de MacInnes  se divorciarion y su madre se volvió a casar. La familia se mudó a Australia en 1920, y MacInnes regresó al Reino Unido en 1930.  Durante la mayor parte de su infancia se le conoció como Colin Thirkell, el apellido del segundo marido de su madre; más tarde usó el nombre de su padre, McInnes, cambiándolo más adelante a MacInnes.
Trabajó en Bruselas desde 1930 hasta 1935. Luego estudió pintura en Londres en la London Polytechnic School y la School of Drawing and Painting en Euston Road . Hacia el final de su vida, vivió en casa de Martin Green, su editor, y la esposa de Green, Fiona, en Fitzrovia, donde MacInnes pasó un tiempo, considerando a esta pequeña familia como su propia familia adoptiva hasta su muerte.

## Carrera
MacInnes sirvió en el Cuerpo de Inteligencia Británico durante la Segunda Guerra Mundial y trabajó en la Alemania ocupada después del armisticio europeo. Estas experiencias resultaron en la escritura de su primera novela, A los vencedores, el botín . Poco después de su regreso a Inglaterra, trabajó para BBC Radio hasta que pudo ganarse la vida escribiendo. 
Fue autor de varios libros que describen la cultura de los jóvenes de Londres y los inmigrantes negros durante la década de 1950, en particular City of Spades (1957), Absolute Beginners (1959) y Mr Love & Justice (1960), conocidos colectivamente como la "trilogía de Londres ". Muchos de sus libros se desarrollaron en el área de Notting Hill de Londres, por aquel entonces un área pobre y mestiza, hogar de muchos inmigrantes nuevos y que sufrió disturbios raciales durante 1958. Abiertamente bisexual, escribió sobre temas que incluían la miseria urbana, cuestiones raciales, bisexualidad, drogas, anarquía y "decadencia".
Mr Love & Justice trata de dos personajes, Frank Love y Edward Justice, a finales de la década de 1950 en Londres. Mr Love es un proxeneta novato. El Sr. Justice es un oficial de policía recién transferido a la división de civiles del Escuadrón Antivicio. Gradualmente, sus vidas se cruzan.

## Adaptaciones e influencia
Absolute Beginners fue filmada en 1986 por el director Julien Temple . En 2007 se realizó una adaptación teatral de Roy Williams en el Lyric Theatre, Hammersmith, Londres.
David Bowie apareció en la película Absolute Beginners y grabó la canción principal, que fue un éxito en Inglaterra.
City of Spades fue adaptada por Biyi Bandele como una obra de radio, dirigida por Toby Swift, transmitida por BBC Radio 4 el 28 de abril de 2001.
"City of Spades" es el título de una canción lanzada por iampsyencefiction, un grupo de folk psicodélico procedente de Oslo.
MacInnes aparece como un personaje en Tainted Love (2005), la novela de Stewart Home sobre la contracultura de los sesenta y setenta.
Los álbumes de Billy Bragg England, Half English (2002) y Mr. Love & Justice (2008) tomaron prestados sus títulos de libros de MacInnes.
The Jam lanzó un sencillo llamado Absolute Beginners en 1981.